# Скулме, Валентинс
Валентинс Скулме (латыш. Valentīns Skulme, 21 апреля 1922 — 12 сентября 1989) — латвийский и советский театральный актёр. Заслуженный артист Латвийской ССР (1971).

## Биография
Валентинс Павилс Скулме родился 21 апреля 1922 года в семье Карлиса Скулме и Люции Юппе. Родители умерли рано, и мальчика взяли под опеку дяди со стороны отца — известные латвийские художники Уга и Отто Скулме. Они и привели Валентинса в Театр Дайлес, где оба работали декораторами.
После Второй мировой войны окончил драматическую студию Государственного художественного театра (1949), его соучениками были Вия Артмане, Харий Лиепиньш и Эдуард Павулс. Начиная с 1956 года —  один из самых востребованных актёров своего театра. Среди наиболее заметных работ — князь Мышкин в инсценировке романа «Идиот» Ф. М. Достоевского, король Ричард III в одноимённой пьесе Уильяма Шекспира и Шерлок Холмс в мюзикле Раймонда Паулса.
Снимался в кино на разных киностудиях, пик активности пришёлся на 1960-е и начало 1970-х.

## Фильмография
- 1947 — Возвращение с победой
- 1956 — 300 лет тому... — сподвижник Потоцкого
- 1957 — Рита — эпизод
- 1959 — Меч и роза
- 1961 — Спасибо за весну
- 1962 — Третий тайм — капитан немцев
- 1962 — Закон Антарктиды
- 1962 — День без вечера — Вединг
- 1963 — Под землёй — патрульный
- 1963 — Люди не всё знают — штурмбаннфюрер СС
- 1963 — Генерал и маргаритки — офицер
- 1964 — Жаворонок — француз
- 1966 — Эдгар и Кристина — барон
- 1966 — В 26-го не стрелять
- 1967 — Подвиг Фархада — Хассел
- 1967 — Незабываемое — Эрнст Краузе
- 1967 — Возмездие — Инсфельд
- 1967 — Арена — Белый клоун
- 1968 — Ошибка Оноре де Бальзака — Юрий Мнишек
- 1969 — Ватерлоо
- 1970 — Слуги дьявола — генерал Свенсен
- 1972 — Слуги дьявола на Чёртовой мельнице — генерал Свенсен
- 1972 — Илга-Иволга — Язеп
- 1973 — Сломанная подкова — Транкель
- 1974 — Приключения в городе, которого нет — Советник
- 1974 — Верный друг Санчо — эпизод на дипломатическом приёме
- 1975 — В клешнях чёрного рака — священник
- 1978 — Театр — лорд Чарльз Таммерли
- 1981 — Сказка, рассказанная ночью — Ульрих фон Штейнберг
- 1988 — Виктория — эпизод
- 1990 — Райский сад Евы — эпизод